# Temporada 1976-77 de los Atlanta Hawks
La temporada 1976-77 fue la novena de los Atlanta Hawks en la NBA en su ubicación de Atlanta, la vigésimo octava en la liga y la trigésimo primera desde su fundación. La temporada regular acabó con 31 victorias y 51 derrotas, ocupando el noveno y último puesto de la Conferencia Este, no logrando clasificarse para los playoffs.

## Elecciones en elDraft
| Ronda | Puesto | Jugador        | Posición | Nacionalidad   | Universidad      |
| ----- | ------ | -------------- | -------- | -------------- | ---------------- |
| 1     | 9      | Armond Hill    | Base     | Estados Unidos | Princeton        |
| 2     | 28     | Bob Carrington | Escolta  | Estados Unidos | Boston College   |
| 4     | 53     | Tom Barker     | Pívot    | Estados Unidos | Hawaiʻi          |
| 5     | 70     | Ron Davis      | Escolta  | Estados Unidos | Washington State |

## Temporada regular
| División Central      | División Central | División Central | División Central | División Central | División Central | División Central | División Central | División Central |
| Equipo                | G                | P                | %                | PD               | Casa             | Fuera            | Div              |                  |
| --------------------- | ---------------- | ---------------- | ---------------- | ---------------- | ---------------- | ---------------- | ---------------- | ---------------- |
| y-Houston Rockets     | 49               | 33               | .598             | –                | 34–7             | 15–26            | 13–7             |                  |
| x-Washington Bullets  | 48               | 34               | .585             | 1                | 32–9             | 16–25            | 11–9             |                  |
| x-San Antonio Spurs   | 44               | 38               | .537             | 5                | 31–10            | 13–28            | 9–11             |                  |
| x-Cleveland Cavaliers | 43               | 39               | .524             | 6                | 29-12            | 14-27            | 8–12             |                  |
| New Orleans Jazz      | 35               | 47               | .427             | 14               | 26–15            | 9–32             | 10–10            |                  |
| Atlanta Hawks         | 31               | 51               | .378             | 18               | 19–22            | 12–29            | 9–11             |                  |

## Estadísticas
| Rk | Jugador         | Edad | P  | PT | MP   | TC  | TCI  | %TC  | TL  | TLI | %TL  | RO  | RD  | RT   | AS  | RB  | TAP | BP | FP  | PTS  |
| -- | --------------- | ---- | -- | -- | ---- | --- | ---- | ---- | --- | --- | ---- | --- | --- | ---- | --- | --- | --- | -- | --- | ---- |
| 1  | Truck Robinson  | 25   | 36 |    | 40.3 | 8.6 | 18.0 | .478 | 5.2 | 6.7 | .772 | 3.7 | 9.1 | 12.8 | 2.7 | 1.1 | 0.6 |    | 3.6 | 22.4 |
| 2  | John Drew       | 22   | 74 |    | 36.3 | 9.3 | 19.1 | .487 | 5.6 | 7.8 | .714 | 3.8 | 5.3 | 9.1  | 1.8 | 1.4 | 0.4 |    | 3.7 | 24.2 |
| 3  | Tom Henderson   | 25   | 46 |    | 34.1 | 4.3 | 9.8  | .433 | 2.7 | 3.7 | .750 | 0.4 | 2.3 | 2.7  | 8.4 | 1.7 | 0.2 |    | 1.6 | 11.3 |
| 4  | Ken Charles     | 25   | 82 |    | 30.3 | 4.3 | 10.4 | .414 | 2.5 | 3.1 | .801 | 0.5 | 1.5 | 2.0  | 3.6 | 1.7 | 0.5 |    | 2.9 | 11.1 |
| 5  | Lou Hudson      | 32   | 58 |    | 30.1 | 7.1 | 15.6 | .456 | 2.4 | 2.9 | .840 | 0.8 | 1.4 | 2.2  | 2.7 | 1.2 | 0.3 |    | 2.8 | 16.7 |
| 6  | Joe Meriweather | 23   | 74 |    | 27.9 | 4.3 | 8.2  | .526 | 2.5 | 3.4 | .714 | 2.9 | 5.1 | 8.1  | 1.1 | 0.6 | 1.1 |    | 4.4 | 11.1 |
| 7  | Tom Barker      | 21   | 59 |    | 22.9 | 3.1 | 7.4  | .417 | 1.9 | 2.8 | .683 | 1.9 | 4.9 | 6.8  | 1.0 | 0.6 | 0.7 |    | 3.8 | 8.1  |
| 8  | Armond Hill     | 23   | 81 |    | 22.5 | 2.2 | 5.4  | .399 | 1.7 | 2.1 | .799 | 0.5 | 1.3 | 1.8  | 5.0 | 1.0 | 0.1 |    | 3.0 | 6.0  |
| 9  | Steve Hawes     | 26   | 44 |    | 21.5 | 3.3 | 6.9  | .482 | 1.5 | 2.0 | .761 | 1.8 | 4.2 | 5.9  | 1.4 | 0.8 | 0.5 |    | 3.2 | 8.2  |
| 10 | Claude Terry    | 27   | 12 |    | 20.1 | 3.9 | 7.3  | .540 | 1.5 | 1.8 | .857 | 0.7 | 0.8 | 1.5  | 2.1 | 0.8 | 0.1 |    | 1.8 | 9.3  |
| 11 | John Brown      | 25   | 77 |    | 18.2 | 2.1 | 4.5  | .457 | 1.6 | 1.9 | .807 | 1.0 | 2.1 | 3.1  | 1.3 | 0.6 | 0.1 |    | 2.8 | 5.7  |
| 12 | Randy Denton    | 27   | 45 |    | 15.6 | 2.3 | 5.7  | .402 | 0.7 | 1.0 | .702 | 1.8 | 3.0 | 4.8  | 0.7 | 0.3 | 0.4 |    | 2.2 | 5.3  |
| 13 | Bill Willoughby | 19   | 39 |    | 14.1 | 1.9 | 4.3  | .444 | 1.1 | 1.6 | .683 | 1.7 | 2.7 | 4.4  | 0.3 | 0.5 | 0.6 |    | 1.6 | 4.9  |
| 14 | Mike Sojourner  | 23   | 51 |    | 10.8 | 1.9 | 4.0  | .468 | 0.8 | 1.1 | .719 | 1.0 | 1.9 | 2.9  | 0.4 | 0.3 | 0.2 |    | 1.3 | 4.5  |
| 15 | Henry Dickerson | 25   | 6  |    | 10.5 | 1.0 | 2.0  | .500 | 0.8 | 1.3 | .625 | 0.0 | 0.3 | 0.3  | 1.8 | 0.2 | 0.0 |    | 2.2 | 2.8  |
| 16 | Ron Davis       | 22   | 7  |    | 9.6  | 1.1 | 5.0  | .229 | 0.6 | 1.9 | .308 | 0.3 | 0.7 | 1.0  | 0.3 | 1.0 | 0.0 |    | 1.3 | 2.9  |